# Zum Heiligen Kreuz (Pleß)

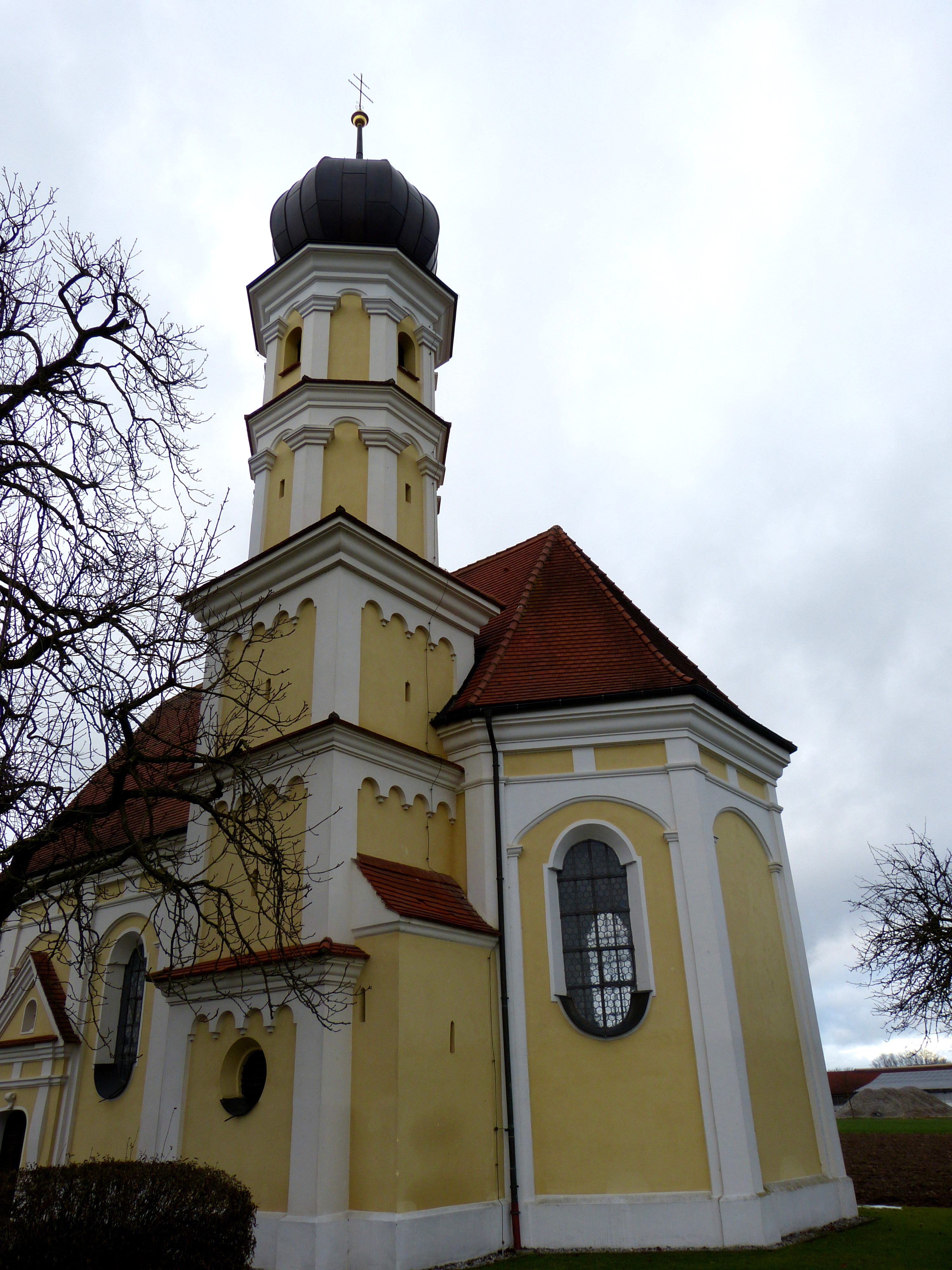
Zum Heiligen Kreuz in Pleß

Die römisch-katholische Wallfahrtskapelle Zum Heiligen Kreuz befindet sich im oberschwäbischen Pleß im Landkreis Unterallgäu (Bayern). Die Kapelle steht unter Denkmalschutz und liegt am Kreuzkapellenweg, der Pleß mit Fellheim verbindet. In Erinnerung an die angebliche Wunderheilung eines blinden Kindes gelobte der Vater, an dieser Stelle ein neues Feldkreuz zu stiften. Wegen der Wunderheilung entwickelte sich eine Wallfahrt, was 1685 zum Bau der Kapelle geführt hat.

## Geschichte

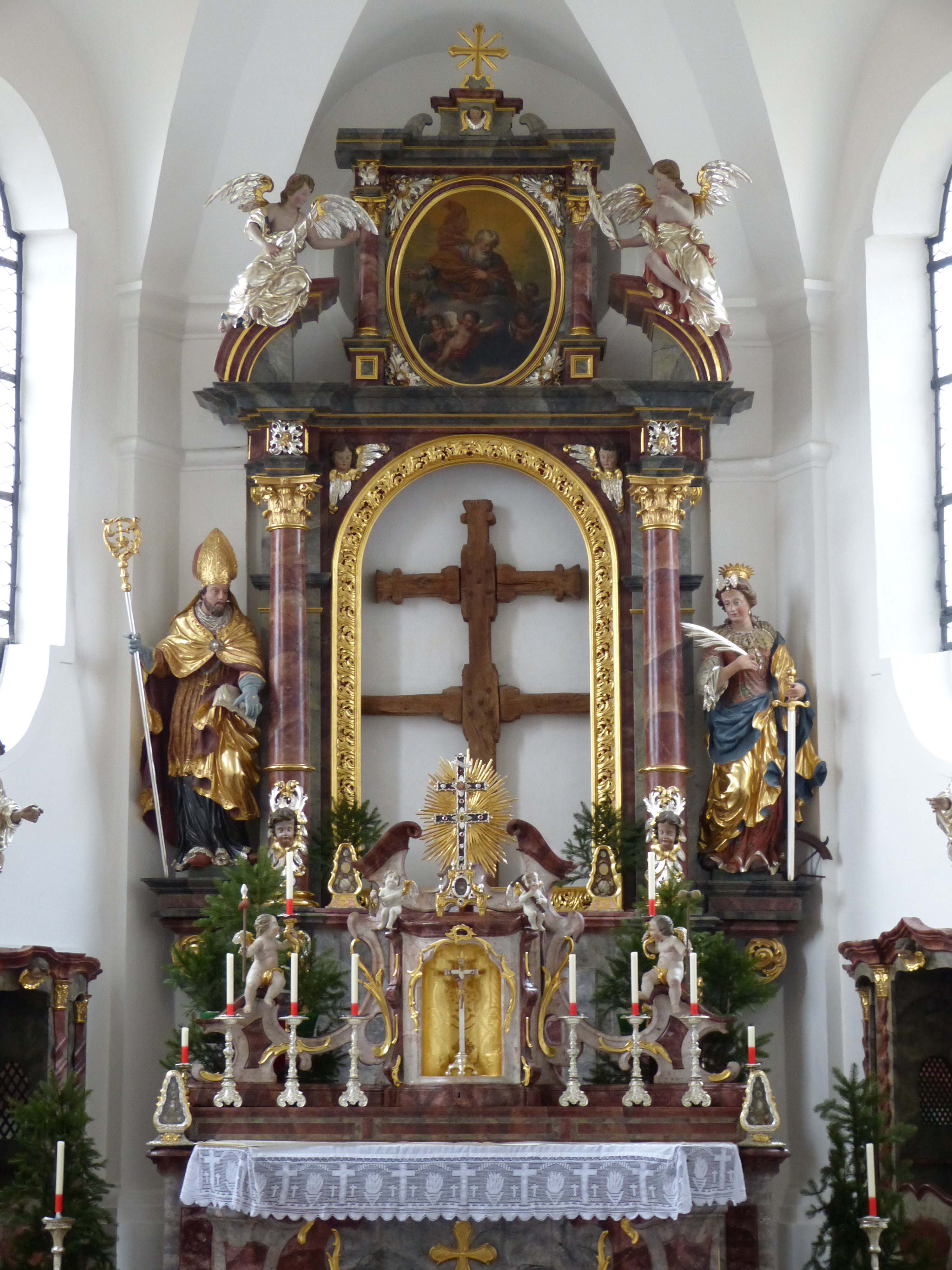
Hochaltar mit dem wundertätigen Kreuz

Die Wallfahrt in Pleß geht auf zwei angebliche Wunderheilungen im 17. Jahrhundert zurück. Die Legende berichtet, dass 1661 der vierjährige Sohn der Bauersfamilie Sebastian und Sara Baur aus Oberdettingen erblindet war. Als die Eltern mit dem Kind nach Niederrieden aufbrachen, um es dort von einem Bader behandeln zu lassen, erlangte der Sohn das Augenlicht wieder und erblickte ein beschädigtes Feldkreuz. Der Vater gelobte angesichts der Wunderheilung, ein neues Feldkreuz an Stelle des alten beschädigten aufzustellen. Als er das Gelöbnis bis 1665 noch nicht eingelöst hatte, erblindete ein weiteres Kind der Familie. An das Gelöbnis erinnert, restaurierte er das Feldkreuz, woraufhin sein Kind von dem Augenleiden geheilt wurde. Nachdem sich die Nachricht über diese Ereignisse rasch verbreitet hatte, setzte sehr bald eine Wallfahrt „zum Heiligen Kreuz“ in Pleß ein. Graf Rudolf Fugger entschloss sich, dort eine Schirmhütte aus Holz zu bauen. Durch zahlreiche Spenden der Gläubigen konnte ab 1685 die Kapelle errichtet werden, die im Jahr 1687 eingeweiht wurde. Das Mesnerhaus an der westlichen Seite der Kapelle wurde 1739 errichtet. Die Wallfahrt wurde ab 1973 wiederbelebt. Seit dieser Zeit finden regelmäßig Sühnewallfahrten von Fellheim zur Wallfahrtskapelle statt.

## Baubeschreibung
Das Langhaus der Kapelle hat drei Fensterachsen und eine Stichkappentonne. Unterhalb der Doppelempore an der Westseite befindet sich die Vorhalle der Kapelle, diese ist zum Langhaus hin abgemauert. Der leicht eingezogene Chor mit 3/8-Schluss schließt sich mit einem runden Chorbogen an das Langhaus an. Der Chor besteht aus einer Achse und besitzt ein Tonnengewölbe mit Stichkappen auf toskanischen Pilastern. Die Fenster im Langhaus und im Chor sind oben und unten rundbogig. Die Außenfassade der Kapelle ist durch Blendbögen mit Lisenen und Gebälk gegliedert. Das Eingangsportal mit gedrücktem Rundbogen und einem Dreiecksgiebel befindet sich auf der Südseite des Langhauses, die gegenüberliegende Seite hat auf derselben Achse ein Blendportal in gleicher Form. Der Kirchturm steht auf der Südseite im Chorwinkel. Die drei vierseitigen unteren Geschosse des Kirchturmes enthalten Ecklisenen, Gesimse und Rundbogenfriese. Die beiden oberen Geschosses sind oktogonal mit Eckpilastern und Blendbögen. Im obersten Geschoss befindet sich ein Rundfenster. Der Kirchturm trägt eine blechbeschlagene Zwiebelhaube.

## Innenausstattung

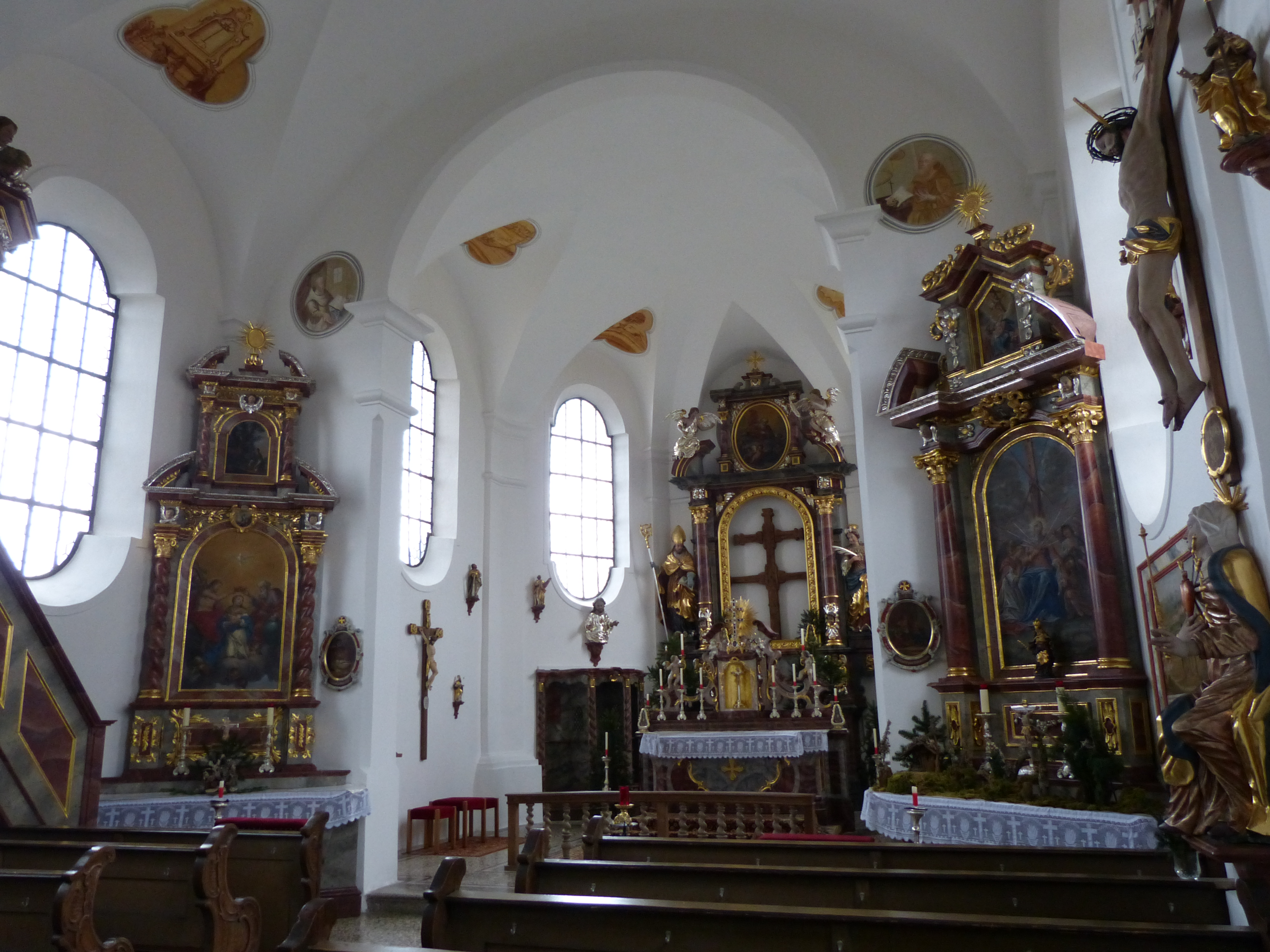
Innenansicht der Wallfahrtskapelle

### Altäre
Der Hochaltar besteht aus einem marmorierten Holzaufbau und wurde um 1710 geschaffen. Er wird Ignaz Waibl zugeschrieben. Die leicht geschwungene Mensa und der Drehnischentabernakel, ebenfalls aus marmoriertem Holz, sind jüngeren Datums und stammen von 1770/1780. Auf den Voluten des Drehnischentabernakels befinden sich leuchtertragende Putten. Im Hochaltar befindet sich kein Altarbild. Stattdessen ist das Feldkreuz eingesetzt, welches zur Errichtung der Kapelle den Anlass gab. Das Feldkreuz befindet sich in einem runden Rahmen und ist von Freisäulen flankiert. Rechts und links des Hochaltares befinden sich gefasste Holzfiguren eines Hl. Bischofs und der Hl. Katharina. Im Altarauszug ist ein hochovales Bild mit der Darstellung Gottvaters zu sehen. Geschaffen hat das Bild um 1687 Johann Friedrich Sichelbein. Es ist von Freisäulen flankiert und von verkröpftem Gebälk umgeben.
Beide Seitenaltäre sind schwarz gefasste Holzaufbauten. Verziert sind die Holzaufbauten mit vergoldetem Blattwerkdekor. Die Mensen sind beide sarkophagförmig. Die Altarblätter sind jeweils von Freisäulen flankiert und von verkröpftem Gebälk mit Giebelschenkeln umgeben. Der linke Seitenaltar wurde um das Jahr 1700 gefertigt. Das Altarblatt ist ein Gemälde mit der Darstellung der Krönung Mariä. Im Altarauszug ist ein Bild des Hl. Eustachius. Der rechte Seitenaltar ist etwas älter als der linke und wurde 1687 geschaffen. Im Altarblatt ist die Schmerzhafte Muttergottes dargestellt. Im Altarauszug darüber ein Bild der Heiligen Familie mit Stifter.

### Kanzel

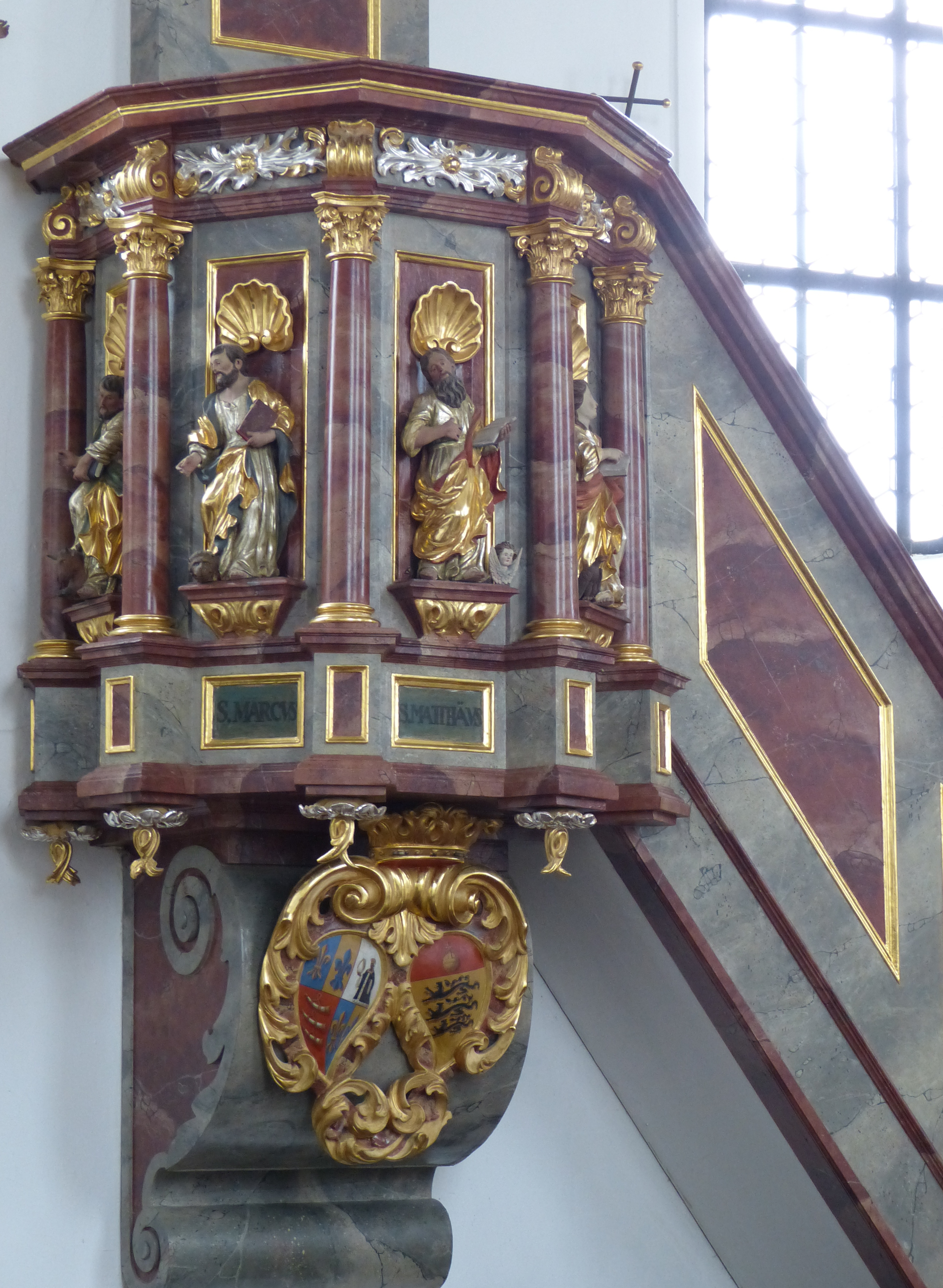
Kanzel, ca. 1710 mit Figuren der Evangelisten

Die Kanzel besteht aus einem marmorierten Holzaufbau und stammt aus der Zeit um 1710. Gefertigt wurde die Kanzel vermutlich von Ignaz Waibl. Unterhalb des polygonalen Korbs befindet sich eine Wappenkartusche der Fugger-Kirchberg-Weißenhorn/Waldburg-Zeil. In den durch Freisäulen gegliederten Feldern befinden sich kleine Figuren der vier Evangelisten. Der Schalldeckel der Kanzel wird von Blattvoluten und Engelsköpfen bekrönt.

### Deckengemälde
Die Fresken der Kapelle wurden 1767 von Eustachius Gabriel geschaffen. An der Decke des Langhauses wird die Schlacht an der Milvischen Brücke gezeigt. In Kartuschen werden verschiedene Embleme dargestellt. Am Chorbogen, oberhalb der beiden Seitenaltäre, befinden sich runde Fresken mit dem Hl. Franziskus und dem Hl. Bruno.

### Gestühl
Das Laiengestühl mit zwei Reihen stammt circa von 1770. Die Eichenholzwangen sind mit Rocailleschnitzerei verziert. Die zwei Beichtstühle wurden um 1720/1730 gefertigt. Sie sind dreiteilig mit gedrehten Pilastern und bestehen aus marmoriertem Holz. Das Geländer der Kommunionbank mit gedrehten Stäben wurde um 1700 geschaffen.

### Gemälde
Das Gemälde Ecce homo stammt aus dem Anfang des 18. Jahrhunderts. Das Gemälde der Gründungslegende der Wallfahrtskapelle wurde 1682 gemalt und 1834 von Blumenthaler restauriert. Die Ortsansichten von Pleß und Boos wurden dabei aktualisiert. Aus dem 2. Viertel des 19. Jahrhunderts stammt der Kreuzweg mit 14 Stationen. Der Kreuzweg wurde auf hochovale Tafeln aus Kupfer gemalt.

### Holzfiguren
Mehrere gefasste Holzfiguren sind in der Wallfahrtskapelle aufgestellt. Die beiden silbern gefassten Büsten von Maria und Jesus sind von 1720/1730 und befinden sich über den beiden Beichtstühlen im Chor. Die zwölf kleinen Figuren der Apostel stammen von 1760/1770. Aus der ersten Hälfte des 18. Jahrhunderts stammt der Kruzifixus, ebenso die Figur der Schmerzhaften Muttergottes.

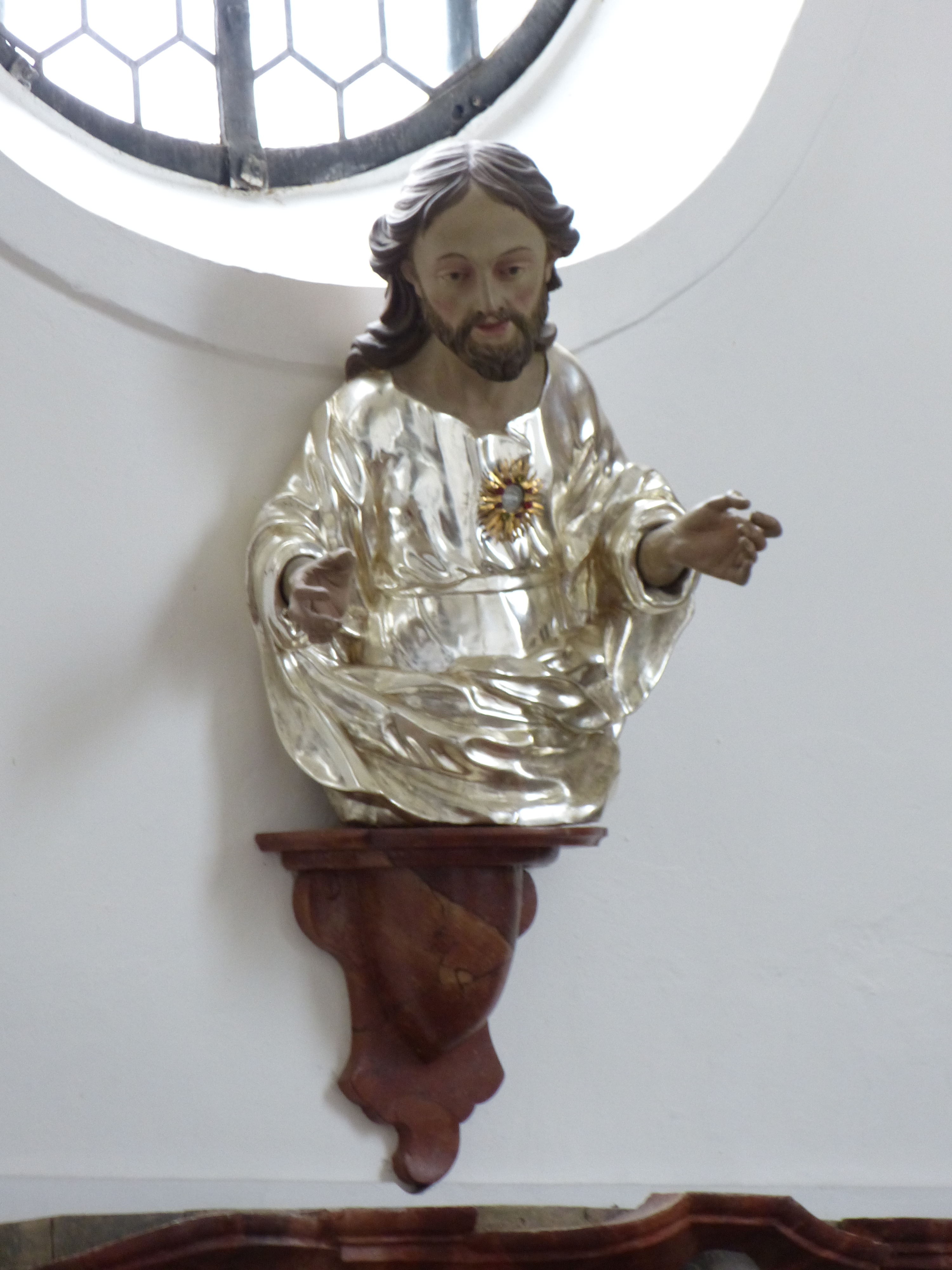
Silber gefaßte Büste Christi, ca. 1720/1730
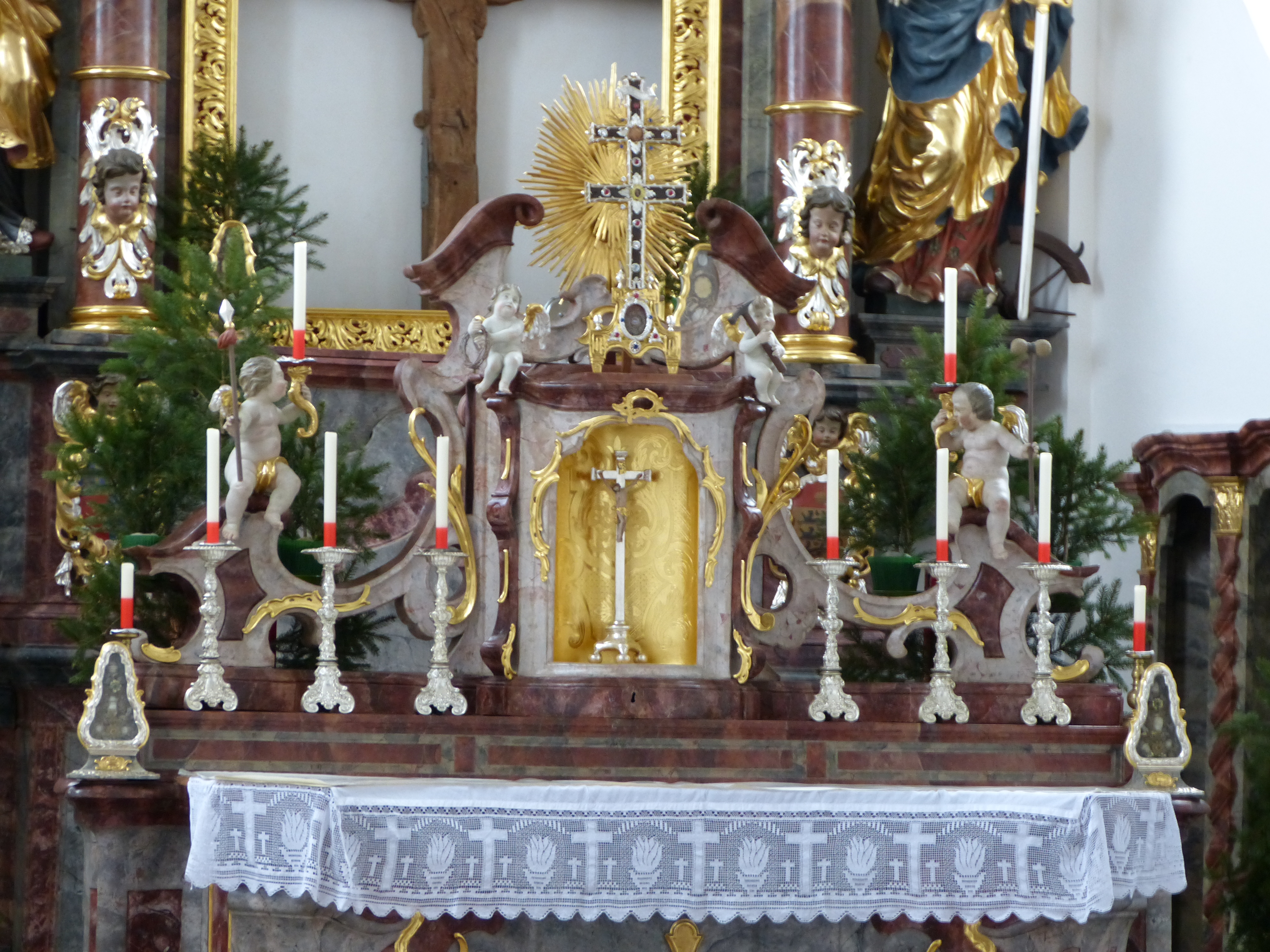
Drehnischentabernakel, ca. 1770/1780
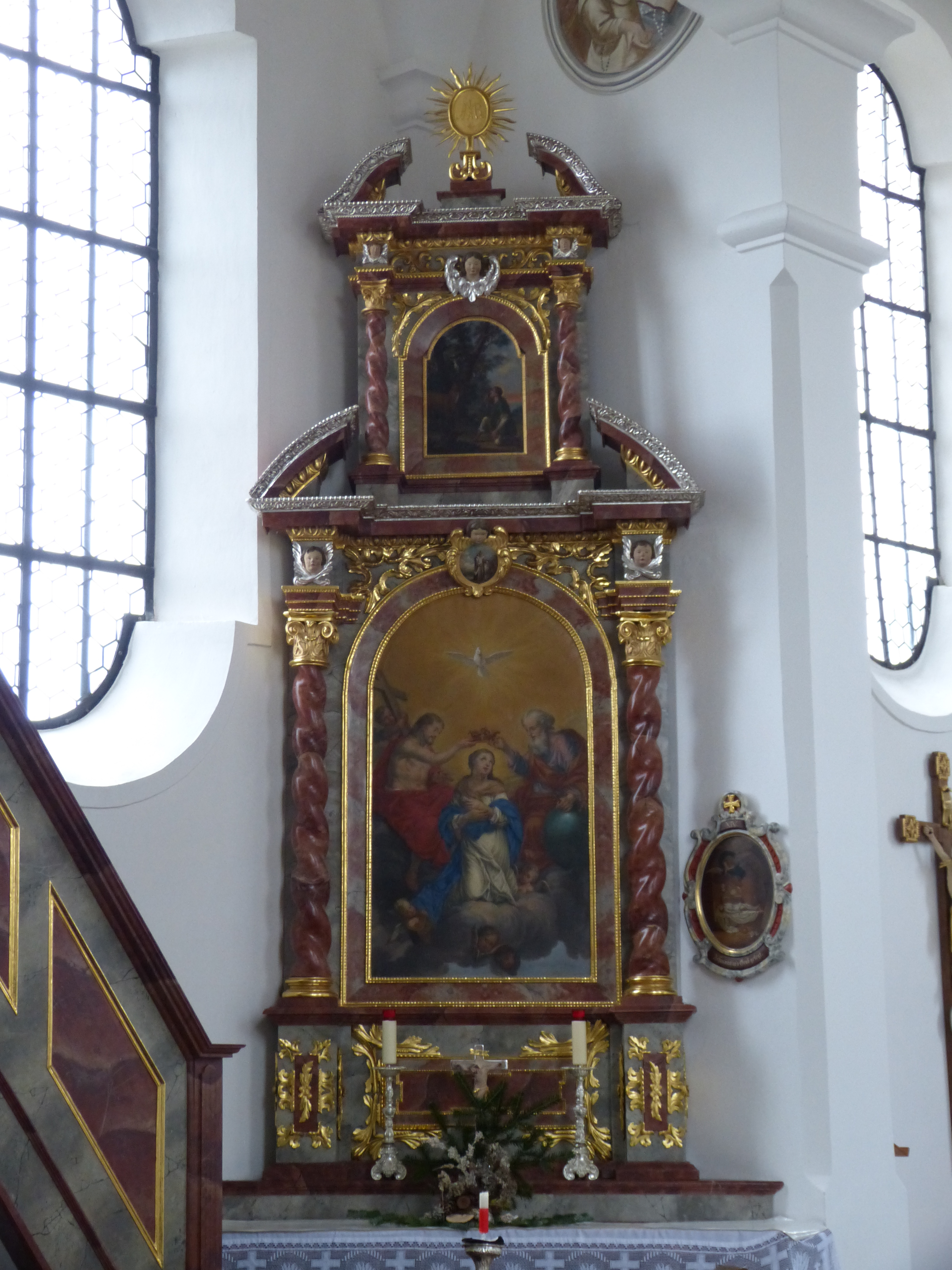
Linker Seitenaltar, ca. 1700